# Automotrici Stanga-TIBB
Le automotrici Stanga-TIBB sono una famiglia di rotabili ferroviari che hanno caratterizzato per decenni il panorama delle ferrovie concesse italiane. Costruite in tre differenti serie successive, queste motrici a trazione elettrica, devono il loro successo alle caratteristiche di affidabilità e comfort, e alla possibilità di adattare facilmente le composizioni dei treni rispetto alle richieste del servizio.
Il progetto originario, sviluppato congiuntamente da OMS e TIBB, e aggiornato negli anni, ha in seguito dato origine a un'ulteriore famiglia di rotabili, i treni Firema E 126, sviluppati in seguito al nuovo assetto societario, subito da uno dei costruttori.

## Storia
Nella metà degli anni cinquanta la situazione delle ferrovie italiane vedeva una generale ripresa seguita alla ricostruzione del dopoguerra, cui faceva da contrappunto una forte crescita della motorizzazione privata. Le ferrovie in concessione e in gestione commissariale governativa risentivano particolarmente della concorrenza del mezzo su gomma e necessitavano dunque di mettere in servizio rotabili moderni e adeguati ai tempi. Per far fronte a tali necessità il mercato richiedeva la disponibilità di elettromotrici monocassa da poter operare in comando multiplo che abbinasse ad una elevata capacità di trasporto una massa non eccessiva per consentire il servizio su linee dall'armamento non sempre adeguato.
A tali necessità risposero l'Officina meccanica della Stanga di Padova e il Tecnomasio Italiano Brovwn Boveri che, responsabili rispettivamente di cassa ed apparati meccanici e degli azionamenti elettrici presentarono una gamma di modelli contrassegnati da una forte spinta all'unificazione dei componenti e alla modularità. Sulla scorta dell'esperienza condotta nella fornitura delle elettromotrici MR 100 e MR 200 fornite alla STEFER per il servizio di tipo metropolitano sulla ferrovia Roma-Lido, condotta nel biennio 1954-56, venne dunque messo a punto un modello di elettromotrice bidirezionale a cassa singola destinato al servizio locale su ferrovie a bassa densità di traffico.

### La prima generazione
Caratterizzate dalle classiche linee tondeggianti tipiche del secondo dopoguerra, le nuove elettromotrici "unificate" OMS/Tibb apparivano stilisticamente imparentate con i coevi rotabili a scartamento ridotto, a partire dalle ricostruite elettromotrici A1-A5 della SSIF, che eserciva allora la ferrovia Spoleto-Norcia, in seguito cedute alla Ferrovia Genova Casella.
Complessivamente furono prodotte 40 fra elettromotrici e rimorchiate (la modularità del progetto agevolò alcune trasformazioni in seguito alla consegna), ripartite nelle seguenti forniture:
- Per la ferrovia Sangritana, esercita dalla Ferrovia Adriatico Appennino furono realizzate 11 elettromotrici e 6 rimorchiate, destinate al servizio sulla linea sociale e al servizio cumulativo sulla FS Pescara-Marina di S.Vito, che imponeva la presenza di striscianti differenziati sui due pantografi. La presenza di queste unità sul tratto sociale in sede stradale caratterizzò per numerosi anni il panorama costiero abruzzese.
Dotate inizialmente della livrea bianco-azzurra ed in seguito di quella grigio-verde della Ferrovia Adriatico Sangritana (FAS), tali unità prestarono servizio fino al ridimensionamento della rete sociale avvenuto negli anni duemila ed all'avvento di altro materiale.
Negli anni novanta si decise di trasformare radicalmente alcune di tali unità a formare convogli bloccati a cura della Fervet di Castelfranco Veneto: nel 1996/97 furono consegnate le Ale 02 + Le 54[1] e Ale 11 + Le 51, nel 2005 fu la volta del complesso Ale 05 + Le 52 + Le 53 + Ale 08[2]. In precedenza le Ale11+Le52 avevano viaggiato accoppiate e, dotate di impianto di climatizzazione, assegnate al servizi turistico denominato "Treno della valle"[3].
Tutte le unità non ammodernate furono accantonate fra il 2005 e il 2007.

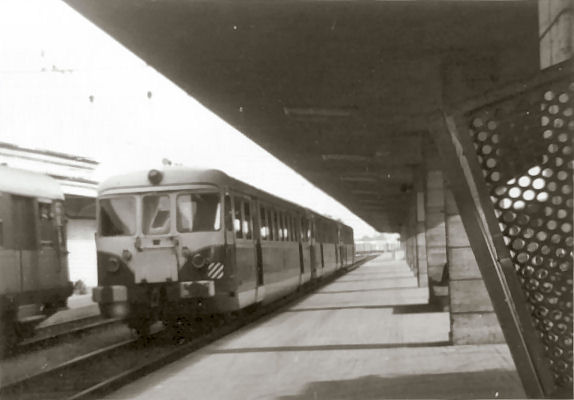
Elettromotrici SFS a Napoli Centrale nel 1971

- Per l'esercizio sulla ferrovia Centrale Umbra la Mediterranea per le strade Ferrate Umbro Aretine (MUA) nel 1957 acquistò 7 elettromotrici, numerate E.101-107, e le 4 rimorchiate R.207-210. Nel 1964 si aggiunsero al parco altre due rimorchiate (numeri R.211-212).
Nel 1973 la FCU, nuova azienda provinciale che nel frattempo stava subentrando alla MUA[4], fece ricostruire due rimorchi come elettromotrici con i numeri E.108-109, utilizzando elementi provenienti da locomotive elettriche demolite; in tale occasione avvenne anche un provvisorio cambio di numerazione: la E.104, dotata di nuovi finestrini, prese la marcatura E.102, cedendo la propria alla ex R 208.[5]. In seguito anche una decima elettromotrice, numerata E.110, venne ricavata in maniera analoga.
Nel 1995 7 unità (101 ÷ 104 e 106 ÷ 108) vennero trasferite alle Ferrovie del Gargano[6], che le ridipinsero nella livrea sociale e le utilizzarono sulla linea San Severo-Peschici[7].
Tali unità furono in seguito oggetto di ulteriore ricostruzione: le ex E.101-104, assieme alle R.211-212 funsero da base per la costruzione di 3 complessi binati classificati ALe+Le 200[8]; l'E.106 ed E.108 subirono invece un intervento di revamping che ne mutò comunque aspetto[9]. L'unità 507 fu demolita nel 2011[10].
Le 3 unità restanti (E.105, E.109 ed E.110) vennero trasferite nel 1999 alla Ferrovia Circumetnea per l'esercizio sulla nuova metropolitana di Catania, per la quale non erano ancora pronti gli elettrotreni M.88; per soddisfare le esigenze dell'esercizio metropolitano le tre elettromotrici furono trasformate dalla Firema con la soppressione del bagagliaio e della ritirata, e la modifica delle porte per l'incarrozzamento a raso[11]. I rotabili vennero in tale periodo battezzati con i nomi Verga (E.105), Bellini (E.109) e Martoglio (E.110). Tali unità furono restituite alla FCU nel 2006[12]; Due di tali unità vennero demolite nel 2010[13].

- Per l'esercizio sulla ferrovia Benevento-Cancello, nel 1959 le Strade Ferrate Sovvenzionate (SFS) acquistarono 4 unità destinate numerate E.501-504, accoppiate ad altrettante rimorchiate pilota Bt 1-4, poi RP 511-514. 
In seguito ad incidenti la E.503 è stata trasformata in monocabina negli anni novanta, mentre la RP 512 è stata demolita.
Negli anni ottanta del XX secolo, in occasione del risanamento della cassa, le elettromotrici furono private delle porte di intercomunicazione frontali, ricevendo al contempo un nuovo schema di coloritura grigio nebbia e verde magnolia; tutte le unità furono in seguito riclassificate nel gruppo ALe 125 501-504 e riverniciate nello schema sociale FBN bianco/verde.
- La Ferroviaria Italiana, società esercente le linee Arezzo-Stia e Arezzo-Sinalunga, acquistò una coppia elettromotrice+rimorchiata, classificate EBiz.10 + 014 (in seguito quest'ultima venne riclassificata pBiz.121), costruiti nel 1960. Dall'originaria livrea bianco e verde, tali rotabili passarono nel 1977 al bianco e castano rimanendo in servizio fino al 1986; in tale data l'elettromotrice venne demotorizzata e utilizzata come rimorchiata[14] fino almeno al 1991.

### La seconda generazione
Scaglionata in ben 18 anni, la seconda fornitura si componeva di 14 elettromotrici e 8 rimorchiate, caratterizzate da frontali di nuovo disegno dotati di cristalli avvolgenti.

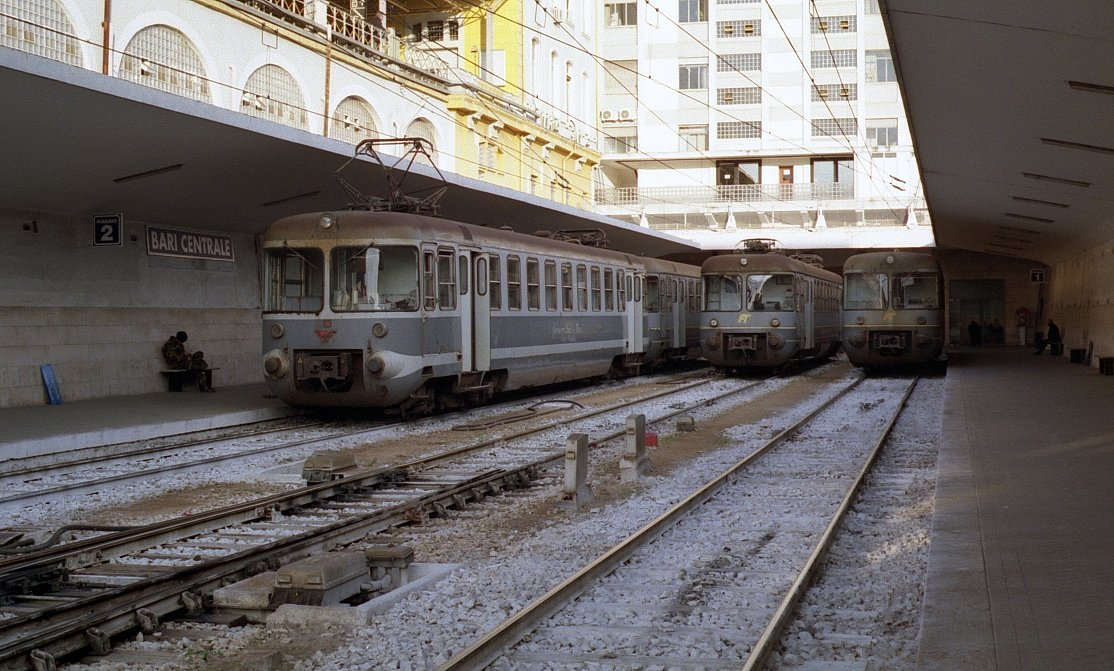
Elettromotrici FT in sosta a Bari Centrale

- Le prime 7 elettromotrici, furono acquistate dalla Ferrotramviaria, per l'esercizio sulla ferrovia Bari-Barletta. Numerate EL 01-07 le stesse vennero consegnate nel 1963, seguite l'anno successivo dalle EL 08-09. L'ultima fornitura risale al 1980: le EL 10-12, assemblate a Bologna presso le officine Casaralta[15], si distinguevano per la presenza di respingenti di nuovo disegno e dei pantografi monobraccio Faiveley.
Nel 1993 la livrea grigia sociale mutò leggermente, arricchendosi di filetti gialli in analogia con lo schema adottato dalle FS per le carrozze Z in consegna all'epoca[16].
Dal 2010, in conseguenza dell'arrivo di nuovi rotabili, diverse unità risultano fuori servizio o in corso di ristrutturazione. Una nuova livrea rosso/azzurra è stata adottata a partire dagli esemplari 04 e 06.
Alle forniture di elettromotrici si accompagnò la consegna di rimorchiate di foggia e caratteristiche del tutto analoghe, immatricolate Rp. 51-54 quelle del 1963, seguite l'anno successivo dalle Rp. 55-56 ed infine, nel 1980, dalle Rp. 67-58[17].
- La Ferrovia Centrale Umbra acquistò nel 1980 2 elettromotrici, classificate E.121-122 che a causa della dieselizzazione della linea sociale avvenuta nel periodo 1988-2008 prestarono servizio per un tempo relativamente ridotto.
Ristrutturate una prima volta nel 2005[18] e una seconda nel 2008[19], dotate di tre diverse livree, tali unità vedono un utilizzo discontinuo.

### La terza generazione
L'ultima serie di questo longevo gruppo di rotabili fu realizzata nel 1981. Corrispondenti al progetto denominato EL374, queste 7 elettromotrici vedevano un nuovo restyling delle cabine, in seguito ripreso anche dalla trasformazione in unità monodirezionali ALe 200 di alcune unità cedute dalla Ferrovia Centrale Umbra alle Ferrovie del Gargano. Le stesse funsero da piattaforma per lo sviluppo della successiva serie di treni leggeri E 126 realizzati da Firema, azienda nella quale confluì l'Officina Meccanica della Stanga.
- Le Ferrovie del Gargano ricevettero, per il servizio sulla propria linea sociale San Severo-Peschici e per il servizio cumulativo fino a Foggia, 6 elettromotrici immatricolate ALe 80 01-06 che vennero consegnate nel 1981[22]
- Esemplare unico fu invece la elettromotrice E.507 destinata al servizio sulla ferrovia Benevento-Cancello, consegnata nel medesimo anno.

## Caratteristiche tecniche
In virtù della modularità di progetto le unità della prima serie, caratterizzata nel suo complesso dai caratteristici frontali arrotondati con porta di intercomunicazione, erano contraddistinte da differenti lunghezze della cassa e conseguente disposizione delle porte di accesso. Si andava dunque dai 16.800 mm delle elettromotrici FAA con unica porta in posizione centrale (l'interperno risultava ridotto per consentire l'iscrizione negli stretti raggi di curvatura derivanti dal precedente scartamento 950 mm) ai 20.750 mm delle motrici MUA, dalla stessa impostazione meccanica ma dotate di due porte pneumatiche per lato con saracinesca per accesso al vano bagagliai. Ancora più lunghe risultavano la motrice e la rimorchiata consegnate alla LFI, pari a 22.240 mm fra i respingenti. Nel primo caso l'ambiente viaggiatori risultava diviso in due vani di prima e seconda classe con 20 e 32 posti rispettivamente; negli altri casi la capacità era conseguentemente incrementata e suddivisa su tre distinti vani arrivando ai 68 posti fra prima e seconda classe delle unità LFI e FBC.
Analoghe fra loro sono le motrici delle due generazioni successive, fra loro immediatamente distinguibili per i frontali ridisegnati con il ricorso a due vetri che seguivano il profilo avvolgente delle cabine nella seconda serie, un unico cristallo frontale e un profilo verticale nella terza. La lunghezza di quest'ultima è pari a 23.000 mm, sempre con porte a 4 ante con apertura pneumatica "a libro" poste in posizione paracentrale, a creare tre distinti ambienti viaggiatori. Il nome "ALe 80" delle unità garganiche deriva dalla capacità offerta, pari appunto ad 80 posti a sedere.
I carrelli sono a due assi e portano due motori di trazione con sospensione baricentrica. La sospensione primaria è con molle elicoidali. Il sistema di trasmissione è semplice ma piuttosto rumoroso essendo ad ingranaggi.
I motori elettrici di trazione sono a corrente continua (con eccitazione in serie): all'avviamento vengono collegati tutti in serie e poi commutati in parallelo a gruppi di due (in serie tra loro) per le velocità più alte. L'avviamento è di tipo reostatico con avviatore automatico.
Velocità massima e potenza dipendono dall'allestimento; nella prima generazione si varia dai 75 km/h della versione Sangritana, con una potenza oraria di 340 kW ai 100 km/h grazie ai 720 kW delle umbre, fino ai 120 km/h delle unità campane e 70 km/h di quella toscana (potenza continuativa di 500 kW).
La potenza oraria delle serie successive si attesta sui 720 kW per potenze continuative dichiarate di 580 e 588 kW e velocità massima di 110 km/h.

## Prospetto riepilogativo
| Serie                     | Costruzione | Tipo           | Classificazione        | Impresa utilizzatrice                                  | Note |
| ------------------------- | ----------- | -------------- | ---------------------- | ------------------------------------------------------ | --- |
| Prima generazione         | 1955-60     | Elettromotrice | 01, poi ALe.01         | FAA - Società per le Ferrovie Adriatico Appennino      | Accantonata nel 2005-07 |
| Prima generazione         | 1955-60     | Elettromotrice | 01, poi ALe.01         | FAS - Ferrovia Adriatico Sangritana                    | Accantonata nel 2005-07 |
| Prima generazione         | 1955-60     | Elettromotrice | 02 poi ALe.02          | FAA - Società per le Ferrovie Adriatico Appennino      | Ricostruita nel 1996 |
| Prima generazione         | 1955-60     | Elettromotrice | 02 poi ALe.02          | FAS - Ferrovia Adriatico Sangritana                    | Ricostruita nel 1996 |
| Prima generazione         | 1955-60     | Elettromotrice | 03 poi ALe.03          | FAA - Società per le Ferrovie Adriatico Appennino      | Accantonata nel 2005-07 |
| Prima generazione         | 1955-60     | Elettromotrice | 03 poi ALe.03          | FAS - Ferrovia Adriatico Sangritana                    | Accantonata nel 2005-07 |
| Prima generazione         | 1955-60     | Elettromotrice | 04 poi ALe.04          | FAA - Società per le Ferrovie Adriatico Appennino      | Accantonata nel 2005-07 |
| Prima generazione         | 1955-60     | Elettromotrice | 04 poi ALe.04          | FAS - Ferrovia Adriatico Sangritana                    | Accantonata nel 2005-07 |
| Prima generazione         | 1955-60     | Elettromotrice | 05 poi ALe.05          | FAA - Società per le Ferrovie Adriatico Appennino      | Ricostruita nel 2005 |
| Prima generazione         | 1955-60     | Elettromotrice | 05 poi ALe.05          | FAS - Ferrovia Adriatico Sangritana                    | Ricostruita nel 2005 |
| Prima generazione         | 1955-60     | Elettromotrice | 06 poi ALe.06          | FAA - Società per le Ferrovie Adriatico Appennino      | Accantonata nel 2005-07 |
| Prima generazione         | 1955-60     | Elettromotrice | 06 poi ALe.06          | FAS - Ferrovia Adriatico Sangritana                    | Accantonata nel 2005-07 |
| Prima generazione         | 1955-60     | Elettromotrice | 07 poi ALe.07          | FAA - Società per le Ferrovie Adriatico Appennino      | Accantonata nel 2005-07 |
| Prima generazione         | 1955-60     | Elettromotrice | 07 poi ALe.07          | FAS - Ferrovia Adriatico Sangritana                    | Accantonata nel 2005-07 |
| Prima generazione         | 1955-60     | Elettromotrice | 08 poi ALe.08          | FAA - Società per le Ferrovie Adriatico Appennino      | Ricostruita nel 2005 |
| Prima generazione         | 1955-60     | Elettromotrice | 08 poi ALe.08          | FAS - Ferrovia Adriatico Sangritana                    | Ricostruita nel 2005 |
| Prima generazione         | 1955-60     | Elettromotrice | 09 poi ALe.09          | FAA - Società per le Ferrovie Adriatico Appennino      | Accantonata nel 2005-07 |
| Prima generazione         | 1955-60     | Elettromotrice | 09 poi ALe.09          | FAS - Ferrovia Adriatico Sangritana                    | Accantonata nel 2005-07 |
| Prima generazione         | 1955-60     | Elettromotrice | 10 poi ALe.10          | FAA - Società per le Ferrovie Adriatico Appennino      | Accantonata nel 2005-07 |
| Prima generazione         | 1955-60     | Elettromotrice | 10 poi ALe.10          | FAS - Ferrovia Adriatico Sangritana                    | Accantonata nel 2005-07 |
| Prima generazione         | 1955-60     | Elettromotrice | 11 poi ALe.11          | FAA - Società per le Ferrovie Adriatico Appennino      | Ricostruita nel 1997 |
| Prima generazione         | 1955-60     | Elettromotrice | 11 poi ALe.11          | FAS - Ferrovia Adriatico Sangritana                    | Ricostruita nel 1997 |
| Prima generazione         | 1955-60     | Rimorchiata    | 51 poi Le.51           | FAA - Società per le Ferrovie Adriatico Appennino      | Ricostruita nel 1997 |
| Prima generazione         | 1955-60     | Rimorchiata    | 51 poi Le.51           | FAS - Ferrovia Adriatico Sangritana                    | Ricostruita nel 1997 |
| Prima generazione         | 1955-60     | Rimorchiata    | 52, poi Le.52          | FAA - Società per le Ferrovie Adriatico Appennino      | Ricostruita nel 2005 |
| Prima generazione         | 1955-60     | Rimorchiata    | 52, poi Le.52          | FAS - Ferrovia Adriatico Sangritana                    | Ricostruita nel 2005 |
| Prima generazione         | 1955-60     | Rimorchiata    | 53, poi Le.53          | FAA - Società per le Ferrovie Adriatico Appennino      | Ricostruita nel 2005 |
| Prima generazione         | 1955-60     | Rimorchiata    | 53, poi Le.53          | FAS - Ferrovia Adriatico Sangritana                    | Ricostruita nel 2005 |
| Prima generazione         | 1955-60     | Rimorchiata    | 54, poi Le.54          | FAA - Società per le Ferrovie Adriatico Appennino      | Ricostruita nel 1996 |
| Prima generazione         | 1955-60     | Rimorchiata    | 54, poi Le.54          | FAS - Ferrovia Adriatico Sangritana                    | Ricostruita nel 1996 |
| Prima generazione         | 1955-60     | Rimorchiata    | 55, poi Le.55          | FAA - Società per le Ferrovie Adriatico Appennino      | Accantonata nel 2005-07 |
| Prima generazione         | 1955-60     | Rimorchiata    | 55, poi Le.55          | FAS - Ferrovia Adriatico Sangritana                    | Accantonata nel 2005-07 |
| Prima generazione         | 1955-60     | Rimorchiata    | 56, poi Le.56          | FAA - Società per le Ferrovie Adriatico Appennino      | Accantonata nel 2005-07 |
| Prima generazione         | 1955-60     | Rimorchiata    | 56, poi Le.56          | FAS - Ferrovia Adriatico Sangritana                    | Accantonata nel 2005-07 |
| Prima generazione         | 1957        | Elettromotrice | E.101                  | MUA - Mediterranea Centrale Umbra                      | Ricostruita a formare complessi binati ALe+Le 200 |
| Prima generazione         | 1957        | Elettromotrice | E.101                  | FCU - Ferrovia Centrale Umbra                          | Ricostruita a formare complessi binati ALe+Le 200 |
| Prima generazione         | 1957        | Elettromotrice | E.101                  | FG - Ferrovie del Gargano                              | Ricostruita a formare complessi binati ALe+Le 200 |
| Prima generazione         | 1957        | Elettromotrice | E.102                  | MUA - Mediterranea Centrale Umbra                      | Ricostruita a formare complessi binati ALe+Le 200 |
| Prima generazione         | 1957        | Elettromotrice | E.102                  | FCU - Ferrovia Centrale Umbra                          | Ricostruita a formare complessi binati ALe+Le 200 |
| Prima generazione         | 1957        | Elettromotrice | E.102                  | FG - Ferrovie del Gargano                              | Ricostruita a formare complessi binati ALe+Le 200 |
| Prima generazione         | 1957        | Elettromotrice | E.103                  | MUA - Mediterranea Centrale Umbra                      | Ricostruita a formare complessi binati ALe+Le 200 |
| Prima generazione         | 1957        | Elettromotrice | E.103                  | FCU - Ferrovia Centrale Umbra                          | Ricostruita a formare complessi binati ALe+Le 200 |
| Prima generazione         | 1957        | Elettromotrice | E.103                  | FG - Ferrovie del Gargano                              | Ricostruita a formare complessi binati ALe+Le 200 |
| Prima generazione         | 1957        | Elettromotrice | E.104                  | MUA - Mediterranea Centrale Umbra                      | Ricostruita a formare complessi binati ALe+Le 200 |
| Prima generazione         | 1957        | Elettromotrice | E.104                  | FCU - Ferrovia Centrale Umbra                          | Ricostruita a formare complessi binati ALe+Le 200 |
| Prima generazione         | 1957        | Elettromotrice | E.104                  | FG - Ferrovie del Gargano                              | Ricostruita a formare complessi binati ALe+Le 200 |
| Prima generazione         | 1957        | Elettromotrice | E.105                  | MUA - Mediterranea Centrale Umbra                      | In prestito dal 1999 al 2005 con il nome di Elvira |
| Prima generazione         | 1957        | Elettromotrice | E.105                  | FCU - Ferrovia Centrale Umbra                          | In prestito dal 1999 al 2005 con il nome di Elvira |
| Prima generazione         | 1957        | Elettromotrice | E.105                  | FCE - Ferrovia Circumetnea                             | In prestito dal 1999 al 2005 con il nome di Elvira |
| Prima generazione         | 1957        | Elettromotrice | E.105                  | FCU - Ferrovia Centrale Umbra                          | In prestito dal 1999 al 2005 con il nome di Elvira |
| Prima generazione         | 1957        | Elettromotrice | E.106                  | MUA - Mediterranea Centrale Umbra                      | Ricostruita nel 2009 |
| Prima generazione         | 1957        | Elettromotrice | E.106                  | FCU - Ferrovia Centrale Umbra                          | Ricostruita nel 2009 |
| Prima generazione         | 1957        | Elettromotrice | E.106                  | FG - Ferrovie del Gargano                              | Ricostruita nel 2009 |
| Prima generazione         | 1957        | Elettromotrice | E.107                  | MUA - Mediterranea Centrale Umbra                      | Demolita nel 2011 |
| Prima generazione         | 1957        | Elettromotrice | E.107                  | FCU - Ferrovia Centrale Umbra                          | Demolita nel 2011 |
| Prima generazione         | 1957        | Elettromotrice | E.107                  | FG - Ferrovie del Gargano                              | Demolita nel 2011 |
| Prima generazione         | 1957        | Rimorchiata    | R.208                  | MUA - Mediterranea Centrale Umbra                      | |
| Prima generazione         | 1957        | Rimorchiata    | R.208                  | FCU - Ferrovia Centrale Umbra                          | |
| Prima generazione         | 1957        | Elettromotrice | E.108, già R.210       | MUA - Mediterranea Centrale Umbra                      | Trasformazione da rimorchiata (1973); Ristrutturata nel gennaio 2009 |
| Prima generazione         | 1957        | Elettromotrice | E.108, già R.210       | FCU - Ferrovia Centrale Umbra                          | Trasformazione da rimorchiata (1973); Ristrutturata nel gennaio 2009 |
| Prima generazione         | 1957        | Elettromotrice | E.108, già R.210       | FG - Ferrovie del Gargano                              | Trasformazione da rimorchiata (1973); Ristrutturata nel gennaio 2009 |
| Prima generazione         | 1957        | Elettromotrice | E.109, già R.209       | MUA - Mediterranea Centrale Umbra                      | Trasformazione da rimorchiata (1973); In prestito alla FCE dal 1999 al 2005 con il nome di Bellini; Demolita nel 2010 |
| Prima generazione         | 1957        | Elettromotrice | E.109, già R.209       | FCU - Ferrovia Centrale Umbra                          | Trasformazione da rimorchiata (1973); In prestito alla FCE dal 1999 al 2005 con il nome di Bellini; Demolita nel 2010 |
| Prima generazione         | 1957        | Elettromotrice | E.109, già R.209       | FCE - Ferrovia Circumetnea                             | Trasformazione da rimorchiata (1973); In prestito alla FCE dal 1999 al 2005 con il nome di Bellini; Demolita nel 2010 |
| Prima generazione         | 1957        | Elettromotrice | E.109, già R.209       | FCU - Ferrovia Centrale Umbra                          | Trasformazione da rimorchiata (1973); In prestito alla FCE dal 1999 al 2005 con il nome di Bellini; Demolita nel 2010 |
| Prima generazione         | 1957        | Elettromotrice | E.110, già R.207       | MUA - Mediterranea Centrale Umbra                      | Trasformazione da rimorchiata; In prestito alla FCE dal 1999 al 2005 con il nome di Martoglio Demolita nel 2010 |
| Prima generazione         | 1957        | Elettromotrice | E.110, già R.207       | FCU - Ferrovia Centrale Umbra                          | Trasformazione da rimorchiata; In prestito alla FCE dal 1999 al 2005 con il nome di Martoglio Demolita nel 2010 |
| Prima generazione         | 1957        | Elettromotrice | E.110, già R.207       | FCE - Ferrovia Circumetnea                             | Trasformazione da rimorchiata; In prestito alla FCE dal 1999 al 2005 con il nome di Martoglio Demolita nel 2010 |
| Prima generazione         | 1957        | Elettromotrice | E.110, già R.207       | FCU - Ferrovia Centrale Umbra                          | Trasformazione da rimorchiata; In prestito alla FCE dal 1999 al 2005 con il nome di Martoglio Demolita nel 2010 |
| Prima generazione         | 1964        | Rimorchiata    | R.211                  | MUA - Mediterranea per le strade Ferrate Umbro Aretine | Ricostruita a formare complessi binati ALe+Le 200 |
| Prima generazione         | 1964        | Rimorchiata    | R.211                  | FCU - Ferrovia Centrale Umbra                          | Ricostruita a formare complessi binati ALe+Le 200 |
| Prima generazione         | 1964        | Rimorchiata    | R.211                  | FG - Ferrovie del Gargano                              | Ricostruita a formare complessi binati ALe+Le 200 |
| Prima generazione         | 1964        | Rimorchiata    | R.212                  | MUA - Mediterranea per le strade Ferrate Umbro Aretine | Ricostruita a formare complessi binati ALe+Le 200 |
| Prima generazione         | 1964        | Rimorchiata    | R.212                  | FCU - Ferrovia Centrale Umbra                          | Ricostruita a formare complessi binati ALe+Le 200 |
| Prima generazione         | 1964        | Rimorchiata    | R.212                  | FG - Ferrovie del Gargano                              | Ricostruita a formare complessi binati ALe+Le 200 |
| Prima generazione         | 1959        | Elettromotrice | E.501, poi ALe.125.501 | SFS - Strade Ferrate Sovvenzionate                     | Demolita |
| Prima generazione         | 1959        | Elettromotrice | E.501, poi ALe.125.501 | FBN - Ferrovia Benevento Cancello                      | Demolita |
| Prima generazione         | 1959        | Elettromotrice | E.501, poi ALe.125.501 | FABN - Ferrovia Alifana e Benevento Napoli             | Demolita |
| Prima generazione         | 1959        | Elettromotrice | E.501, poi ALe.125.501 | MCNE - MetroCampania NordEst                           | Demolita |
| Prima generazione         | 1959        | Elettromotrice | E.501, poi ALe.125.501 | EAV - Ente Autonomo Volturno                           | Demolita |
| Prima generazione         | 1959        | Elettromotrice | E.502, poi ALe.125.502 | SFS - Strade Ferrate Sovvenzionate                     | Demolita nel 2019 |
| Prima generazione         | 1959        | Elettromotrice | E.502, poi ALe.125.502 | FBN - Ferrovia Benevento Cancello                      | Demolita nel 2019 |
| Prima generazione         | 1959        | Elettromotrice | E.502, poi ALe.125.502 | FABN - Ferrovia Alifana e Benevento Napoli             | Demolita nel 2019 |
| Prima generazione         | 1959        | Elettromotrice | E.502, poi ALe.125.502 | MCNE - MetroCampania NordEst                           | Demolita nel 2019 |
| Prima generazione         | 1959        | Elettromotrice | E.502, poi ALe.125.502 | EAV - Ente Autonomo Volturno                           | Demolita nel 2019 |
| Prima generazione         | 1959        | Elettromotrice | E.503, poi ALe.125.503 | SFS - Strade Ferrate Sovvenzionate                     | Accantonata, in attesa di demolizione |
| Prima generazione         | 1959        | Elettromotrice | E.503, poi ALe.125.503 | FBN - Ferrovia Benevento Cancello                      | Accantonata, in attesa di demolizione |
| Prima generazione         | 1959        | Elettromotrice | E.503, poi ALe.125.503 | FABN - Ferrovia Alifana e Benevento Napoli             | Accantonata, in attesa di demolizione |
| Prima generazione         | 1959        | Elettromotrice | E.503, poi ALe.125.503 | MCNE - MetroCampania NordEst                           | Accantonata, in attesa di demolizione |
| Prima generazione         | 1959        | Elettromotrice | E.503, poi ALe.125.503 | EAV - Ente Autonomo Volturno                           | Accantonata, in attesa di demolizione |
| Prima generazione         | 1959        | Elettromotrice | E.504, poi ALe.125.504 | SFS - Strade Ferrate Sovvenzionate                     | Demolita nel 2019 |
| Prima generazione         | 1959        | Elettromotrice | E.504, poi ALe.125.504 | FBN - Ferrovia Benevento Cancello                      | Demolita nel 2019 |
| Prima generazione         | 1959        | Elettromotrice | E.504, poi ALe.125.504 | FABN - Ferrovia Alifana e Benevento Napoli             | Demolita nel 2019 |
| Prima generazione         | 1959        | Elettromotrice | E.504, poi ALe.125.504 | MCNE - MetroCampania NordEst                           | Demolita nel 2019 |
| Prima generazione         | 1959        | Elettromotrice | E.504, poi ALe.125.504 | EAV - Ente Autonomo Volturno                           | Demolita nel 2019 |
| Prima generazione         | 1959        | Rimorchiata    | Bt 1, poi RP 511       | SFS - Strade Ferrate Sovvenzionate                     | Accantonata, in attesa di demolizione |
| Prima generazione         | 1959        | Rimorchiata    | Bt 1, poi RP 511       | FBN - Ferrovia Benevento Cancello                      | Accantonata, in attesa di demolizione |
| Prima generazione         | 1959        | Rimorchiata    | Bt 1, poi RP 511       | FABN - Ferrovia Alifana e Benevento Napoli             | Accantonata, in attesa di demolizione |
| Prima generazione         | 1959        | Rimorchiata    | Bt 1, poi RP 511       | MCNE - MetroCampania NordEst                           | Accantonata, in attesa di demolizione |
| Prima generazione         | 1959        | Rimorchiata    | Bt 1, poi RP 511       | EAV - Ente Autonomo Volturno                           | Accantonata, in attesa di demolizione |
| Prima generazione         | 1959        | Rimorchiata    | Bt 2, poi RP 512       | SFS - Strade Ferrate Sovvenzionate                     | Demolita a seguito di un incidente |
| Prima generazione         | 1959        | Rimorchiata    | Bt 2, poi RP 512       | FBN - Ferrovia Benevento Cancello                      | Demolita a seguito di un incidente |
| Prima generazione         | 1959        | Rimorchiata    | Bt 2, poi RP 512       | FABN - Ferrovia Alifana e Benevento Napoli             | Demolita a seguito di un incidente |
| Prima generazione         | 1959        | Rimorchiata    | Bt 2, poi RP 512       | MCNE - MetroCampania NordEst                           | Demolita a seguito di un incidente |
| Prima generazione         | 1959        | Rimorchiata    | Bt 2, poi RP 512       | EAV - Ente Autonomo Volturno                           | Demolita a seguito di un incidente |
| Prima generazione         | 1959        | Rimorchiata    | Bt 3, poi RP 513       | SFS - Strade Ferrate Sovvenzionate                     | Accantonata, in attesa di demolizione |
| Prima generazione         | 1959        | Rimorchiata    | Bt 3, poi RP 513       | FBN - Ferrovia Benevento Cancello                      | Accantonata, in attesa di demolizione |
| Prima generazione         | 1959        | Rimorchiata    | Bt 3, poi RP 513       | FABN - Ferrovia Alifana e Benevento Napoli             | Accantonata, in attesa di demolizione |
| Prima generazione         | 1959        | Rimorchiata    | Bt 3, poi RP 513       | MCNE - MetroCampania NordEst                           | Accantonata, in attesa di demolizione |
| Prima generazione         | 1959        | Rimorchiata    | Bt 3, poi RP 513       | EAV - Ente Autonomo Volturno                           | Accantonata, in attesa di demolizione |
| Prima generazione         | 1959        | Rimorchiata    | Bt 4, poi RP 514       | SFS - Strade Ferrate Sovvenzionate                     | Accantonata, in attesa di demolizione |
| Prima generazione         | 1959        | Rimorchiata    | Bt 4, poi RP 514       | FBN - Ferrovia Benevento Cancello                      | Accantonata, in attesa di demolizione |
| Prima generazione         | 1959        | Rimorchiata    | Bt 4, poi RP 514       | FABN - Ferrovia Alifana e Benevento Napoli             | Accantonata, in attesa di demolizione |
| Prima generazione         | 1959        | Rimorchiata    | Bt 4, poi RP 514       | MCNE - MetroCampania NordEst                           | Accantonata, in attesa di demolizione |
| Prima generazione         | 1959        | Rimorchiata    | Bt 4, poi RP 514       | EAV - Ente Autonomo Volturno                           | Accantonata, in attesa di demolizione |
| Prima generazione         | 1960        | Elettromotrice | EBiz.10                | LFI - La Ferroviaria Italiana                          | Ceduta a SFS nel 1995 dopo essere stata demotorizzata. Dopo un restauro presso la LICABUS di Cagliari viene accoppiata permanentemente con la ALe125.503 e riclassificata Le125.512. Accantonata, in attesa di demolizione |
| Prima generazione         | 1960        | Rimorchiate    | 014, poi pBiz.121      | LFI - La Ferroviaria Italiana                          | Ceduta a SFS nel 1995. A seguito di un incendio vandalico nella stazione di S. Maria a Vico, avviata alla demolizione. |
| Seconda generazione       | 1963        | Elettromotrice | EL 01                  | FT - Ferrotramviaria                                   | Demolita nel 2017 |
| Seconda generazione       | 1963        | Elettromotrice | EL 02                  | FT - Ferrotramviaria                                   | Demolita nel 2017 |
| Seconda generazione       | 1963        | Elettromotrice | EL 03                  | FT - Ferrotramviaria                                   | Trasformata in unità diagnostica |
| Seconda generazione       | 1963        | Elettromotrice | EL 04                  | FT - Ferrotramviaria                                   | Demolita nel 2017 |
| Seconda generazione       | 1963        | Elettromotrice | EL 05                  | FT - Ferrotramviaria                                   | Demolita nel 2017 |
| Seconda generazione       | 1963        | Elettromotrice | EL 06                  | FT - Ferrotramviaria                                   | Accantonata nel 2015 |
| Seconda generazione       | 1963        | Elettromotrice | EL 07                  | FT - Ferrotramviaria                                   | Fuori servizio |
| Seconda generazione       | 1963        | Rimorchiata    | Rp 51                  | FT - Ferrotramviaria                                   | Demolita nel 2017 |
| Seconda generazione       | 1963        | Rimorchiata    | Rp 52                  | FT - Ferrotramviaria                                   | Demolita nel 2017 |
| Seconda generazione       | 1963        | Rimorchiata    | Rp 53                  | FT - Ferrotramviaria                                   | Demolita nel 2017 |
| Seconda generazione       | 1963        | Rimorchiata    | Rp 54                  | FT - Ferrotramviaria                                   | Demolita nel 2017 |
| Seconda generazione       | 1964        | Elettromotrice | EL 08                  | FT - Ferrotramviaria                                   | Demolita nel 2018 |
| Seconda generazione       | 1964        | Elettromotrice | EL 09                  | FT - Ferrotramviaria                                   | Demolita nel 2017 |
| Seconda generazione       | 1964        | Rimorchiata    | Rp 55                  | FT - Ferrotramviaria                                   | Demolita nel 2017 |
| Seconda generazione       | 1964        | Rimorchiata    | Rp 56                  | FT - Ferrotramviaria                                   | Demolita nel 2017 |
| Seconda generazione       | 1980        | Elettromotrice | EL 10                  | FT - Ferrotramviaria                                   | Accantonata nel 2015 |
| Seconda generazione       | 1980        | Elettromotrice | EL 11                  | FT - Ferrotramviaria                                   | Demolita nel 2018 |
| Seconda generazione       | 1980        | Elettromotrice | EL 12                  | FT - Ferrotramviaria                                   | Demolita nel 2018 |
| Seconda generazione       | 1980        | Rimorchiata    | Rp 57                  | FT - Ferrotramviaria                                   | Demolita nel 2017 |
| Seconda generazione       | 1980        | Rimorchiata    | Rp 58                  | FT - Ferrotramviaria                                   | Demolita nel 2017 |
| Seconda generazione       | 1980        | Elettromotrice | E.121                  | FCU - Ferrovia Centrale Umbra                          | Fuori servizio |
| Seconda generazione       | 1980        | Elettromotrice | E.122                  | FCU - Ferrovia Centrale Umbra                          | Fuori servizio |
| Terza generazione (EL374) | 1981        | Elettromotrice | ALe 80 01              | FG - Ferrovie del Gargano                              | |
| Terza generazione (EL374) | 1981        | Elettromotrice | ALe 80 02              | FG - Ferrovie del Gargano                              | |
| Terza generazione (EL374) | 1981        | Elettromotrice | ALe 80 03              | FG - Ferrovie del Gargano                              | |
| Terza generazione (EL374) | 1981        | Elettromotrice | ALe 80 04              | FG - Ferrovie del Gargano                              | |
| Terza generazione (EL374) | 1981        | Elettromotrice | ALe 80 05              | FG - Ferrovie del Gargano                              | |
| Terza generazione (EL374) | 1981        | Elettromotrice | ALe 80 06              | FG - Ferrovie del Gargano                              | |
| Terza generazione (EL374) | 1981        | Elettromotrice | E.507, poi ALe.125.507 | FBN - Ferrovia Benevento Cancello                      | Accantonata, in attesa di demolizione |
| Terza generazione (EL374) | 1981        | Elettromotrice | E.507, poi ALe.125.507 | FABN - Ferrovia Alifana e Benevento Napoli             | Accantonata, in attesa di demolizione |
| Terza generazione (EL374) | 1981        | Elettromotrice | E.507, poi ALe.125.507 | MCNE - MetroCampania NordEst                           | Accantonata, in attesa di demolizione |
| Terza generazione (EL374) | 1981        | Elettromotrice | E.507, poi ALe.125.507 | EAV - Ente Autonomo Volturno                           | Accantonata, in attesa di demolizione |